# Арета Сиракузька
Арета Сиракузька (дав.-гр. Ἀρέτη; д/н — 352 до н. е.) — донька та дружина сиракузьких тиранів.

## Життєпис
Донька Діонісія I, тирана Сиракуз, та Арістомахи. Батьком видана заміж за Феаріда, зведеного брата Діонісія I, а отже дядька Арети. Про тривалість шлюбу немає відомостей. Ймовірно вже після смерті батька Арета втратила чоловіка, який помер з невідомих причин. Після цього вийшла заміж за свого дядька за материнською лінією — Діона.
У 358 році до н. е. її чоловіка було заслано до Коринфу, а у 357 році до н. е. за наказом свого зведеного брата Діонісія II Арету розлучено з Діоном та видано заміж за Тімократа, очільника найманців. Цей факт став одним з приводів для підготовки експедиції Діона задля повалення тиранії Діонісія. Разом з тим Арета була обмежена братом-тираном у намаганнях впливати на політику Сиракуз.
357 року до н. е. Діонісія II було повалено Діоном. У цій боротьбі загинув чоловік Арети — Тімократ. Після цього Арета знову вийшла заміж за Діона, який став володарем Сиракуз. Під час змови Калліппа проти Діона Арета разом зі своєю матір'ю намагалася врятувати чоловіка, але марно — Діона було підступно вбито.
Після цього зазнала переслідувань з боку нового тирана Калліппа, який у 353 році до н. е. Арету з Арістомахою запроторив до в'язниці. Тут Арета народила дитину. Після перемоги її брата Гіппаріна жінок було довірено Іцету з Леонтін. Коли ж Арета з Арістомахою вирішили перебратися до Корінфа, Іцет наказав у дорозі їх кинути у море.

## Родина
1. Чоловік — Феарід (д/н- до 367 до н. е.), зведений брат Діонісія I, тирана Сиракуз
дітей не було
2. Чоловік — Діон
Діти:
- Гіппарін (бл. 366—357 до н. е.)
- (ім'я невідоме)

3. Чоловік — Тімократ